# Lokomotivbau Elektrotechnische Werke Hans Beimler
Lokomotivbau Elektrotechnische Werke Hans Beimler (LEW) var en östtysk tillverkare av järnvägsfordon och tillika landets enda tillverkare av elektriska lok.
LEW:s föregångare var AEG-Borsig AG som hade sin loktillverkning i Hennigsdorf. AEG hade börjat tillverka lok där redan 1910. Det nya företaget uppkallades efter politikern Hans Beimler.
LEW grundades 1945 av den sovjetiska militärförvaltningen i Tyskland 1945 efter att fabrikerna i Hennigsdorf förstatligats. LEW koncentrerade sig från 1960-talet på tillverkning av ellok för Deutsche Reichsbahn och för export.
Företaget tillverkade bland andra ellok i serierna E 11 och E 42, och därefter serierna 250 och 243, samt pendeltåg i serie 270 för S-Bahn i Berlin och tunnelbanetåg av typ G för Berlins tunnelbana.
Efter Tysklands enande delade Treuhandanstalt upp företaget i en fordonsdel som lämnades tillbaka till AEG 1992 som Schienenfahrzeuge Hennigsdorf GmbH.  Det ingick 1996–2001 i Adtranz och därefter i nedbantat skick till Bombardier Transportation för att 2021 övergå i Alstoms ägo.
Sparte Isolierstoffe inom LEW köptes 1992 av schweiziska Von Roll Isola, men lades senare ned. LEW:s tillverkning av elektriska hushållsapparater bildade Treuhandbetrieb LEW GmbH, men fick ingen köpare, varför det avvecklades. Tillverkningen av elektrisk utrustning för industriella ändamål fortsatte som Marx Elektrowärme GmbH och specialiserade sig på tillverkning av industriugnar och gjutjärnspannor.  

## Bildgalleri

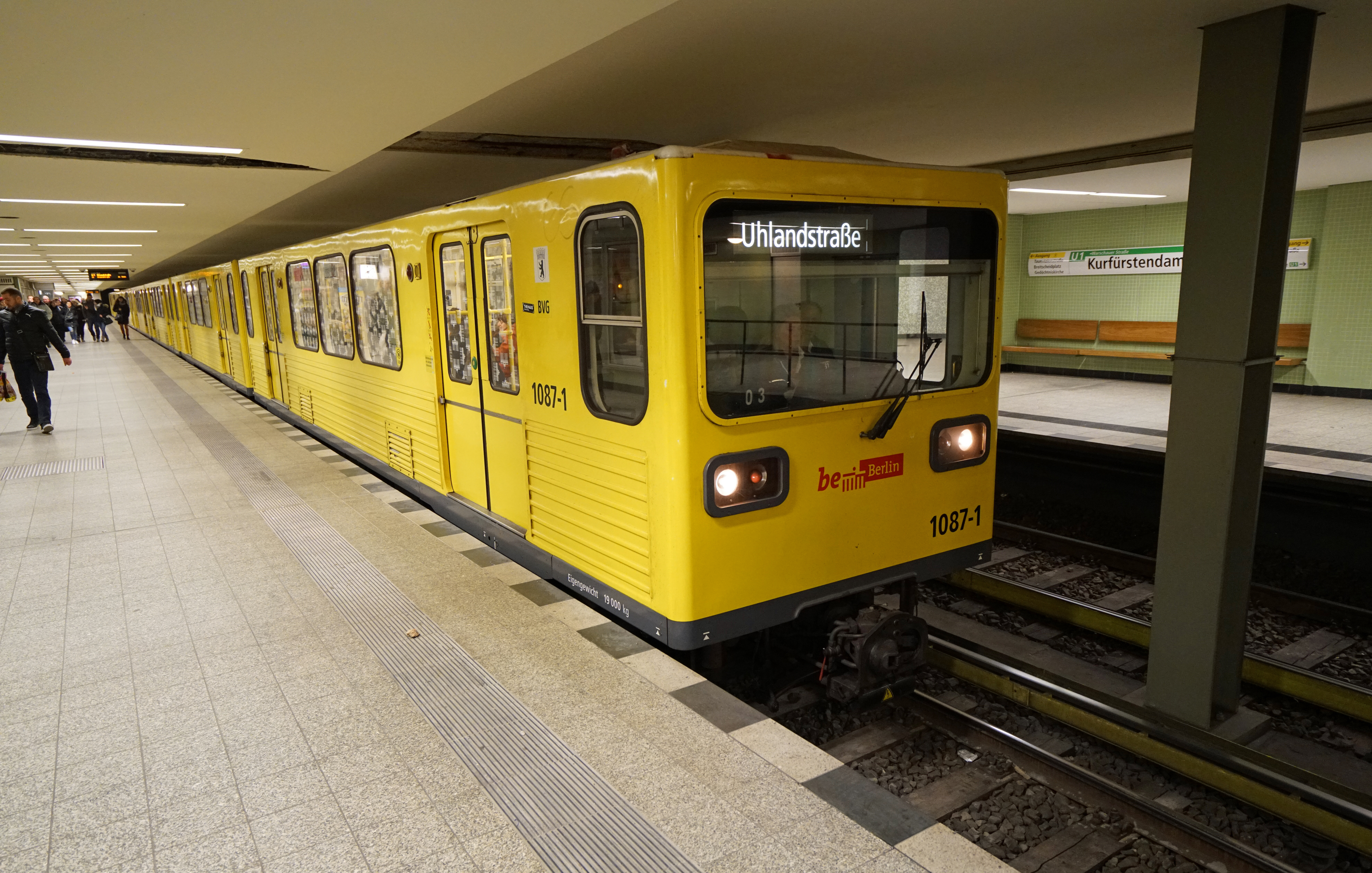
Tåg på Berlins tunnelbana littera BVG GI/1E på U-Bahnhof Kurfürstendamm
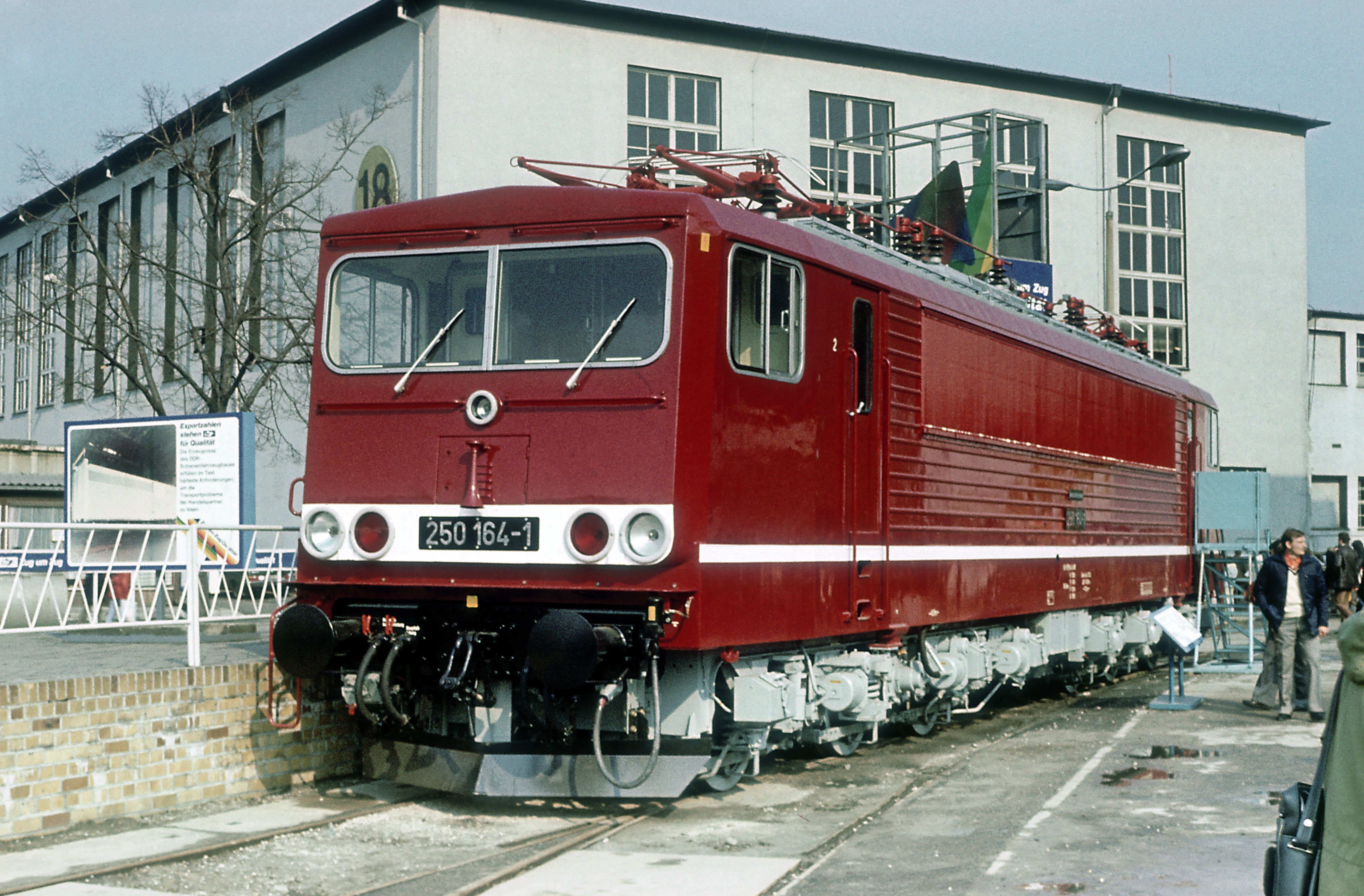
Ellok serie 250, 1982
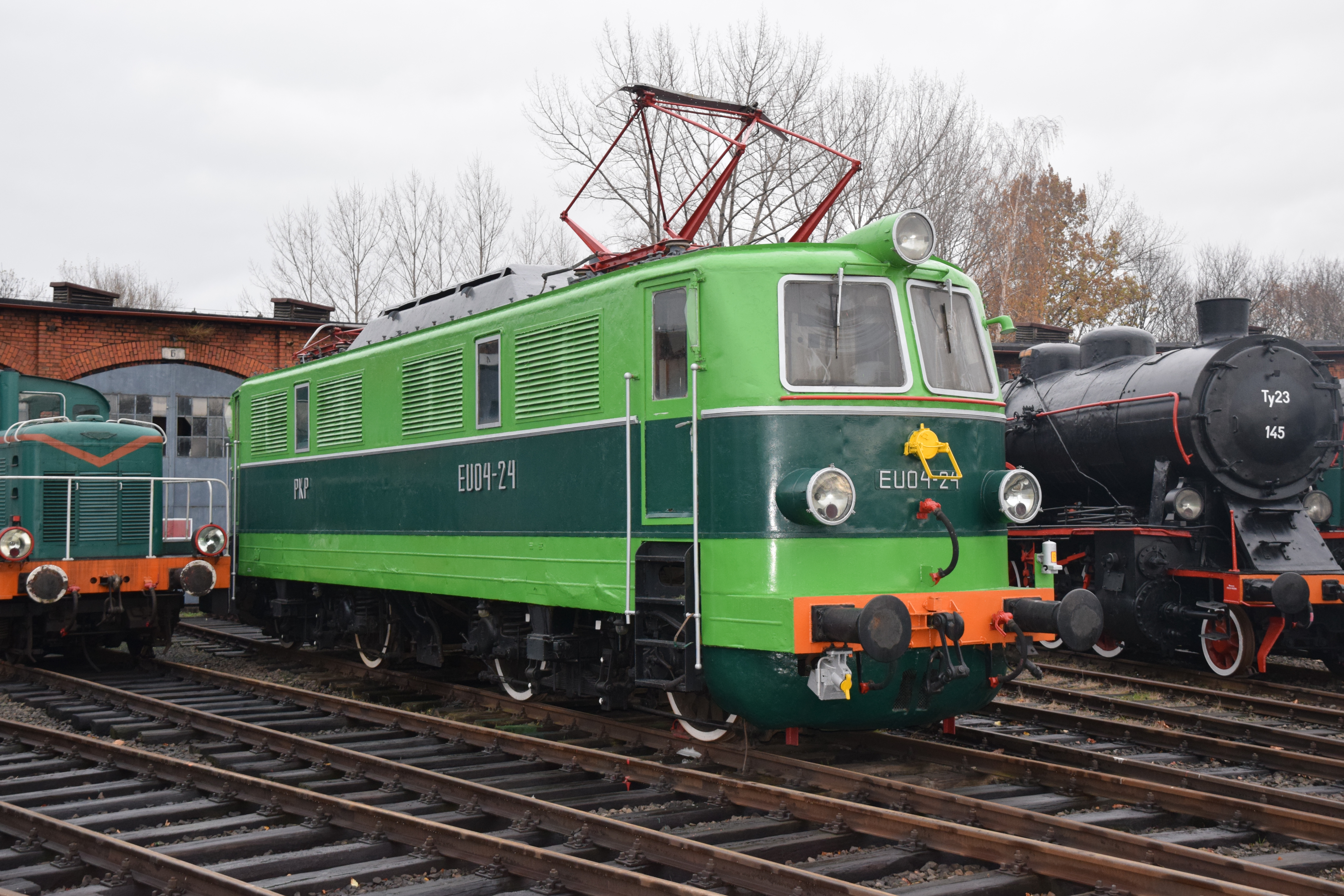
Ellok typ EU4, byggt för Polska statsjärnvägarna 1954–1955, i Jaworzyna Śląska Museum i Polen, 2017